# HD 124576
HD 124576，又名CD-2810528，SAO 182374、HR 5324，是一颗恒星，视星等为6.08，位于銀經324.02，銀緯30.14，其B1900.0坐标为赤經14h 9m 13.7s，赤緯-28° 30.14′ 53″。